# Verein für Bewegungsspiele Oldenburg
Il Verein für Bewegungsspiele e.V. Oldenburg, abbreviato VfB Oldenburg o semplicemente Oldenburg, è una società polisportiva tedesca con sede a Oldenburg, Bassa Sassonia. Milita in Fußball-Regionalliga, quarta divisione del campionato tedesco. 
Nel 2006 la società vanta cinque settori sportivi: cricket, lotta, tennis tavolo, pallavolo, calcio. I colori della società sono il bianco e il blu e la società conta 500 iscritti.

## Storia
La VfB Oldenburg fu fondata il 17 ottobre 1897 con il nome FC 1897 Oldenburg e si fuse nel 1919 alla FV Germania 1903 Oldenburg nell'odierna VfB Oldenburg. L'anno dopo fu acquistato un velodromo a Donnerschwee, un odierno quartiere di Oldenburg, e trasformato in uno stadio da calcio.
Lo stadio di Donnerschwee ("l'inferno del nord") divenne l'anima della società, ma a causa di una situazione finanziaria difficile in cui si trovò la società, fu venduto nel 1990. Nel 2000 il processo di insolvenza si risolse positivamente e la società fu di nuovo priva di debiti.
Nel 2004 Il club di cricket di Oldenburg, che gioca nella più alta categoria tedesca, si associò alla sezione cricket della VfB. Nel 2005 Frank Lachmann subentrò in qualità di presidente della società a Klaus Berster, suo predecessore.
La VfB di Oldenburg giocò nella stagione 1980/81 nella Zweite Bundesliga, ma, a causa dell'accorpamento delle leghe, dovette subito retrocedere. Dal 1989 al 1993 la società visse il suo periodo più glorioso. Con l'allenatore Wolfgang Sidka e il manager Rudi Assauer la VfB Oldenburg per poco non fu promossa in Bundesliga. La stagione 1996/97 fu l'ultima stagione nella seconda Bundesliga. Nella stagione 2022-23 la prima squadra maschile della società gioca nella 3. Liga, il terzo livello calcistico tedesco.

## Stadio
La VfB Oldenburg gioca a partire dalla stagione 1991/92 le sue partite in casa nello stadio Marschweg che offre 15.000 posti, di cui 4500 coperti. Prima di allora si giocava regolarmente nel piccolo stadio Donnerschwee di proprietà della società e solamente le partite con grande affluenza di tifosi venivano giocate nello stadio Marschweg.
Il record dei tifosi si raggiunse nel 1960 con 32000 spettatori in occasione di una partita contro l'Amburgo e nel 1974 contro il Borussia Mönchengladbach.
L'indirizzo della società è il seguente: Marschweg Stadion, Marschweg 25, 26122 Oldenburg

## Giocatori
Tra gli altri i tedeschi Hans-Jörg Butt, Wolfgang Sidka, Mirko Votava, il ceco Radek Drulák, il polacco Jerzy Hawrylewicz e l'olandese Arie van Lent hanno militato nella società calcistica tra gli anni ottanta e i primi anni novanta.
Enis bytyqi [kosovo]

## Rosa 2022-2023
| N. |                     | Ruolo | Calciatore            |
| -- | ------------------- | ----- | --------------------- |
| 1  | Polonia (bandiera)  | P     | Dominik Kisiel        |
| 3  | Germania (bandiera) | D     | Marcel Appiah         |
| 4  | Germania (bandiera) | D     | Leon Deichmann        |
| 5  | Germania (bandiera) | D     | Fabian Herbst         |
| 7  | Germania (bandiera) | C     | Rafael Brand          |
| 8  | Polonia (bandiera)  | C     | Robert Ziętarski      |
| 9  | Germania (bandiera) | A     | Max Wegner            |
| 10 | Kosovo (bandiera)   | C     | Kamer Krasniqi        |
| 11 | Germania (bandiera) | C     | Ayodele Adetula       |
| 12 | Germania (bandiera) | C     | Linus Schäfer         |
| 13 | Germania (bandiera) | C     | Marten Schmidt        |
| 17 | Austria (bandiera)  | C     | Patrick Möschl        |
| 18 | Germania (bandiera) | D     | Pascal Richter        |
| 19 | Germania (bandiera) | C     | Christopher Buchtmann |

| N. |                        | Ruolo | Calciatore           |
| -- | ---------------------- | ----- | -------------------- |
| 20 | Germania (bandiera)    | C     | Jakob Bookjans       |
| 21 | Germania (bandiera)    | C     | Kai-Sotirios Kaissis |
| 22 | Germania (bandiera)    | D     | Dennis Engel         |
| 23 | Germania (bandiera)    | C     | Marco Schultz        |
| 24 | Gambia (bandiera)      | C     | Kebba Badjie         |
| 26 | Paesi Bassi (bandiera) | P     | Pelle Boevink        |
| 27 | Germania (bandiera)    | D     | Dominique Ndure      |
| 28 | Germania (bandiera)    | P     | Moritz Onken         |
| 30 | Germania (bandiera)    | A     | Affam Ifeadigo       |
| 31 | Germania (bandiera)    | D     | Justin Plautz        |
| 32 | Germania (bandiera)    | D     | Oliver Steurer       |
| 44 | Germania (bandiera)    | D     | Nico Knystock        |
| 45 | Austria (bandiera)     | A     | Patrick Hasenhüttl   |
| 49 | Germania (bandiera)    | P     | Sebastian Mielitz    |

## Palmarès

### Competizioni nazionali
- Fußball-Regionalliga: 2

1995-1996 (Regionalliga Nord), 2021-2022 (Regionalliga Nord)

### Altri piazzamenti
- 2. Fußball-Bundesliga:

Secondo posto: 1991-1992 (girone Nord)

## Statistiche e record

### Partecipazione ai campionati
| Livello | Categoria     | Partecipazioni | Debutto   | Ultima stagione | Totale |
| ------- | ------------- | -------------- | --------- | --------------- | ------ |
| 1º      | Oberliga      | 7              | 1949-1950 | 1962-1963       | 7      |
| 2º      | Landesliga    | 2              | 1947-1948 | 1948-1949       | 24     |
| 2º      | Oberliga      | 7              | 1951-1952 | 1959-1960       | 24     |
| 2º      | Regionalliga  | 10             | 1963-1964 | 1973-1974       | 24     |
| 2º      | 2. Bundesliga | 5              | 1980-1981 | 1996-1997       | 24     |
| 3º      | Landesliga    | 1              | 1971-1972 | 1971-1972       | 23     |
| 3º      | Oberliga      | 16             | 1974-1975 | 1993-1994       | 23     |
| 3º      | Regionalliga  | 10             | 1994-1995 | 1999-2000       | 23     |
| 3º      | 3. Liga       | 2              | 2022-2023 | 2022-2023       | 23     |
| 4º      | Oberliga      | 4              | 2000-2001 | 2007-2008       | 15     |
| 4º      | Regionalliga  | 11             | 2012-2013 | 2021-2022       | 15     |